# Jacques Sacratus
Jacques Sacratus (francisation de Giacomo Sacrati), mort en janvier 1593 ou mars 1596, est un prélat italien, évêque de Carpentras au XVIe siècle. 

## Biographie
Giacomo  Sacrati, originaire de Ferrare, est le fils de Giambattista Sacrati et par sa mère Margherita Sadoleto, le cousin du cardinal Jacopo Sadoleto et le neveu de l'évêque Paolo Sadoleto. Il est désigné comme successeur de son oncle Paolo, évêque de Carpentras dès 1569 il assiste la même année au concile d'Avignon et prend possession du siège épiscopal le 2 juin 1572. Il meurt en janvier 1593 ou mars 1596